# Salome med Johannes Döparens huvud
Salome med Johannes Döparens huvud är en serie oljemålningar av den tyske renässanskonstnären Lucas Cranach den äldre. 
Motivet är hämtat från Markusevangeliet (6:21–28) och Matteusevangeliet (14:6–11) där det berättas hur Salome som belöning för sin dans fick löfte av sin styvfar Herodes Antipas att be om vad som helst. På inrådan från sin moder Herodias bad hon då om Johannes Döparens huvud på ett fat som hämnd för att han klandrat moderns omgifte.
Versionen på Museu Nacional de Arte Antiga i Lissabon målades cirka 1510 och är den äldsta bevarade av Cranach med motivet Salome med Johannes döparens fat. Museet för sköna konster i Budapest äger två versioner i serien. Cranach var tyska renässansens mest framgångsrike konstnär och ledde en stor verkstad med omfattande produktion. Där ingick också hans son Lucas Cranach den yngre som brukar anges som upphovsman till Göteborgsversionen som av konstmuseet enbart benämns Salome.
Cranach avbildade den bibliska Salome i halvfigur och i kläder som var på modet i 1500-talets Tyskland. Han målade även två varianter av temat, dels Herodes gästabud där även Salomes styvfar och mor ingår i kompositionen, och dels den makabra Johannes Döpares halshuggning som även skildrar bödeln och en skara soldater och hovdamer.      

## Olika versioner
| Bild | Titel                                   | År              | Teknik                 | Format (cm)  | Samling                                 |
| ---- | --------------------------------------- | --------------- | ---------------------- | ------------ | --------------------------------------- |
|      | Salome med Johannes Döparens huvud      | cirka 1510      | olja på ekpannå        | 61 x 49,5    | Museu Nacional de Arte Antiga, Lissabon |
|      | Johannes Döparens halshuggning          | 1515            | målning på lindpannå   | 84 x 58      | Kroměřížpalatset                        |
|      | Salome med Johannes Döparens huvud      | cirka 1518–1519 | målning på bokpannå    | 85,5 x 57,5  | Veste Coburg, Bayern                    |
|      | Salome med Johannes Döparens huvud      | 1530-talet      | olja på pannå (poppel) | 87 × 58      | Museet för sköna konster, Budapest      |
|      | Salome med Johannes Döparens huvud      | 1530-talet      | olja på pannå (lind)   | 73,5 × 54    | Museet för sköna konster, Budapest      |
|      | Herodes gästabud (The Feast of Herod)   | 1531            | olja på träpannå       | 81,3 x 119,7 | Wadsworth Atheneum, Hartford            |
|      | Herodes gästabud (Gastmahl des Herodes) | 1533            | målning på lindpannå   | 79,5 x 112,6 | Städelsches Kunstinstitut, Frankfurt    |
|      | Herodes gästabud (Gastmahl des Herodes) | 1539            | olja på bokpannå       | 83,5 × 82    | Kunsthistorisches Museum, Wien          |
|      | Salome                                  | cirka 1540      | olja på pannå          | 75 x 49      | Göteborgs konstmuseum                   |